# Antoine Trappeniers
Pour les articles homonymes, voir Trappeniers.
Antoine Trappeniers, né à Bruxelles en 1824 et mort dans cette ville en 1887, est un architecte et historien de l'architecture belge.
Il se forma auprès de Jean-Pierre Cluysenaar.
Il est un des fondateurs de la Société royale d'archéologie de Bruxelles.

## Sa production à Bruxelles
- Bâtiments de l'université libre de Bruxelles, rue des Sols (avec Henri Beyaert), qui furent continués ensuite par son frère l'architecte Alexandre Trappeniers.
- la Cité Fontainas.
- travaux de finition de l'église Saint-Roch (Laeken)
- travaux de finition de l'église de Laeken, d'après les plans de Joseph Poelaert.
- 1872-1874 : bâtiment de la Caisse Générale d'Épargne et de Retraite, place de Brouckère à Bruxelles, devenu ensuite le café de l'Hôtel Métropole.

## Publication
Il est l'auteur du livre L'Architecture en France et en Belgique du XIe au XVIIIe siècle, 1878.